# Heidi
Heidi je roman mladinske literature švicarske pisateljice Johanne Spyri, ki izšel leta 1881 v dveh delih: Heidi: njena leta potepanja in učenja (Heidis Lehr- und Wanderjahre) in Heidi: uporaba pridobljenega znanja (Heidi kann brauchen, was es gelernt hat). Zgodba govori o majhni deklici Heidi, ki z dedkom živi v švicarskih Alpah. Podnaslov romana je Za otroke in tiste, ki imajo otroke radi. Heidi je še danes eno najbolj prodajanih literarnih del in je eno najbolj poznanih del švicarske literature.

## Vsebina
Heidi je petletna sirota, za katero skrbi mlada teta Deti iz Maienfelda. Ko dobi novo službo, se vrne v rodno Vasico, da bi jo predala njenemu dedku Öhiju, ki živi na Planini kot samotar. V Vasici ju ustavi Barbika, vaščanka, ki Deti pozna, in se čudi, kako lahko malo deklico pelje k nekomu, ki ne mara ljudi. Medtem ko se Deti in Barbika pogovarjata, Heidi spozna pastirja Petra in koze, s katerimi teče in se igra. Ko Deti, Heidi in Peter prispejo do Öhijeve koče, se ta jezi na Deti in ne ve, kaj bi delal z otrokom. Deti ga ne posluša in Heidi pusti pri njem. Ta se v koči takoj udomači in navdušuje jo čisto vse od postelje iz sena do mleka koz Labodke in Medvedke, ki ju ima Öhi. Ko ta vidi njeno preprostost in radoživost, jo takoj vzljubi.
Heidi z dedkom živi naslednja tri leta. V tem času skoraj vsak dan hodi s Petrom na pašo in pogosto obiskuje njegovo babico, ki jo tudi vaščani kličejo Babica. Öhi ni več tako zadržan in sovražno nastrojen do ljudi, pač pa se sprehodi tudi v Vasico, obiskuje Babico, gre k maši skupaj s Heidi, zimo pa navadno prebijeta v Vasici in ne na Planini.
Čeprav je Heidi sicer pametna in iznajdljiva, je dedek ne pošlje v šolo, zato ne zna brati. Ko je stara osem let, jo z dedkom obišče župnik, ki Heidi hoče spraviti v šolo, a mu ne uspe. V tem času se na Planini pojavi tudi Deti, ki bi Heidi rada odpeljala k bogati družini v Frankfurt, da bi se družila in učila z bolno deklico Klaro. Heidi noče oditi v mesto in dedku tudi ni prav, a jo Deti vseeno odpelje k Sesemannovim. Tam jo sprejme gospodična Rottenmeier, ki je glavna od služinčadi. Heidi ne mara, ker se ne zna lepo obnašati in ne zna brati. Heidi se pravil meščanskega življenja v gorah seveda ni mogla naučiti. Čeprav jo gospodična Rottenmeier sovraži, Heidi tolaži to, da jo ima Klara, ki je na invalidskem vozičku, zelo rada, poleg tega pa je pri srcu tudi služabniku Sebastijanu. Kljub temu ne mara mesta in se želi čim prej vrniti v gore k svojemu dedku. Gospod in gospa Sesemann naposled le ukažeta gospodični Rottenmeier, naj se lepo obnaša do Heidi. Vzljubi jo tudi oma, Klarina babica, ki pride na obisk.
Čeprav je Klara žalostna, se Heidi čez čas vendarle uresniči želja, da se vrne v Švico na Planino. Dedek, Peter in Babica se je zelo razveselijo, poleg tega pa so zadovoljni, ko izvejo, da bodo Sesemannovi, ki se jim je Heidi zelo prikupila, kmalu prišli na obisk. Tega se vsi veselijo, le Peter ne, ker je nekoliko ljubosumen na Heidijino novo prijateljico. Ko Sesemannovi po dolgem času končno prispejo v gorski svet, je Klari tam tako lepo, da jo družina pusti nekaj časa samo s Heidi in Öhijem. Petra razžira jeza, zato ob prvi priložnosti zgrabi Klarin voziček in ga razbije. Klaro tako bolj ali manj nosijo naokrog, Peter pa obžaluje svoje dejanje. Nekega dne pa jo Heidi spodbuja, naj poskusi shoditi, kar ji tudi uspe. Ko se Sesemannovi vrnejo ponjo, ne morejo verjeti, da Klara hodi, in Heidi so zelo hvaležni. Peter na koncu prizna, kaj je storil, a ker dejanje obžaluje, mu je oproščeno. Na koncu Sesemannovi odidejo, Heidi, Peter in Öhi pa uživajo na Planini, vedoč, da jih bodo še obiskali.

## Dogajalni prostor
V romanu je jasno prikazan razkol med naravo in mestom. Heidi z dedkom živi v Maienfeldu v Švici, in sicer na Planini, kjer ni nikoli bolna in je zaradi sonca zdravo zagorela. Skoraj vsak dan s pastirjem Petrom odide na pašnik, kjer skupaj paseta koze. V gorah se Heidi počuti zelo domače in tudi ko s Planine odide v Vasico, se srečuje s preprostim življenjem. Na drugi strani pa imamo mesto Frankfurt v Nemčiji, v katerega je Heidi primorana za nekaj časa oditi, a se potem vrne nazaj v Švico na Planino. Mesta ne mara, ker je hrupno in v njem vidi samo stavbe in ceste, poleg tega pa se tam sooča z meščanskimi navadami in pravili, ki so vse prej kot preprosta. Da je življenje v naravi boljše, dokazuje tudi konec zgodbe, ko Klara obišče Heidi v gorah in shodi, torej naredi nekaj, česar v mestu ni zmogla. Razkol med gorskim in meščanskim življenjem se kaže tudi v fizičnem opisu Heidi in Klare – prva je lepo zagorela, druga pa bledolična.

## Literarni liki
- Heidi: mala deklica, ki uživa v naravi in gorskem življenju,
- Peter: Heidijin prijatelj na Planini in pastir, ki drugim pase koze,
- Öhi: Heidijin dedek, ki živi na Planini in je sprva čudak in samotar, a tekom zgodbe postaja družaben,
- gospod in gospa Sesemann: bogataša, ki živita v Frankfurtu,
- Klara: hčerka gospoda in gospe Sesemann in Heidijina prijateljica, ki jo mestno življenje priklene na invalidski voziček in shodi šele, ko v gorah stopi v stik z naravo,
- oma: Klarina babica, ki ji je Heidi pri srcu,
- gospodična Rottenmeier: glavna od služinčadi pri Sesemannovih in negativni lik v zgodbi, ki sovraži Heidi,
- Sebastijan: eden od Sesemannovih služabnikov, ki je naklonjen Heidi,
- Tinka in Johan: služabnika pri Sesemannovih,
- Adelheida: Heidijina pokojna mati, ki je v zgodbi samo omenjena,
- Tobija: Heidijin pokojni oče in Öhijev sin, ki je v zgodbi samo omenjen,
- Deti: Heidijina teta (Adelheidina sestra),
- babica: Petrova slepa in stara babica, ki ima Heidi zelo rada, zato jo ta pogosto obiskuje,
- Brigita: Petrova mati,
- Barbika: ena od prebivalk Vasice,
- župnik: vaški župnik, ki bi Heidi rad spravil v šolo,
- zdravnik Classen: družinski zdravnik Sesemannovih, ki obišče Heidi na Planini,
- lajnar: mladi meščan, ki z igranjem na lajno služi denar in zaradi Heidi obišče Sesemannove.

## Podlaga
Danes se pojavlja vprašanje, ali je Heidi plagiat Johanne Spyri. Aprila 2010 so odkrili literarno delo iz leta 1830, ki ga je napisal nemški avtor Hermann Adam von Kamp in nosi naslov Adelheide, das Mädchen vom Alpengebirge ('Adelheida: dekle Alp', sicer pa prevoda v slovenščino ni). Zgodba o Heidi in zgodba iz leta 1830 sta si zelo podobni in Regine Schindler, ki je raziskovala življenje Johanne Spyri, pravi, da je čisto mogoče, da se je Johanna z zgodbo iz leta 1830 seznanila, ko je odraščala.

## Filmske priredbe
Heidi je doživela približno 20 filmskih priredb. Na podlagi njene zgodbe so posneli veliko filmov in tudi risank, predvsem sta znani japonska animirana serija Heidi, dekle Alp iz leta 1974 in animirani film Heidi iz leta 1995. Leta 2015 je izšel švicarsko-nemški film z naslovom Heidi.